# Trimma
Trimma ist eine Gattung sehr kleiner Fische aus der Familie der Grundeln (Gobiidae). Die fast 100 Arten dieser Gattung leben versteckt in den Korallenriffen des tropischen Indopazifiks.

## Merkmale
Trimma-Arten werden 1,6 bis 4 cm lang, haben einen mäßig langgestreckten Körper und sind oft sehr bunt gefärbt. Zu den diagnostischen Merkmalen der Gattung zählen das Fehlen von Poren des sensorischen Systems auf dem Kopf, die großen Kiemenöffnungen, die bis unter oder sogar vor das Präoperculum reichen und das Fehlen von Dornen auf der äußeren Seite der Kiemenrechen des ersten Kiemenbogens. Rücken- und Afterflosse werden von weniger als zwölf Flossenstrahlen gestützt. Die Länge des fünften Bauchflossenstrahls beträgt über 40 % der Länge des vierten Flossenstrahls; er kann auch genauso lang sein.

## Arten
- Trimma abyssum Allen, 2015

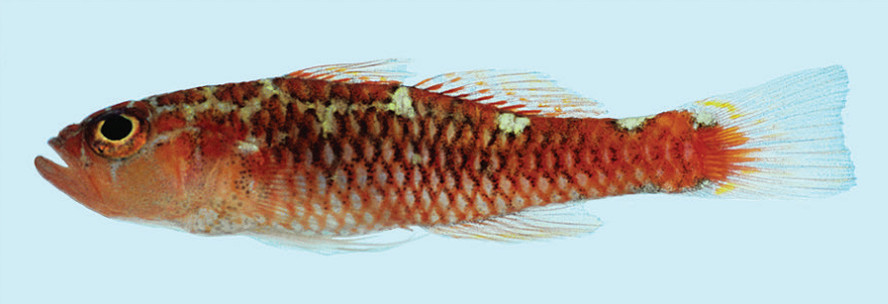
Trimma caesiura (Männchen)

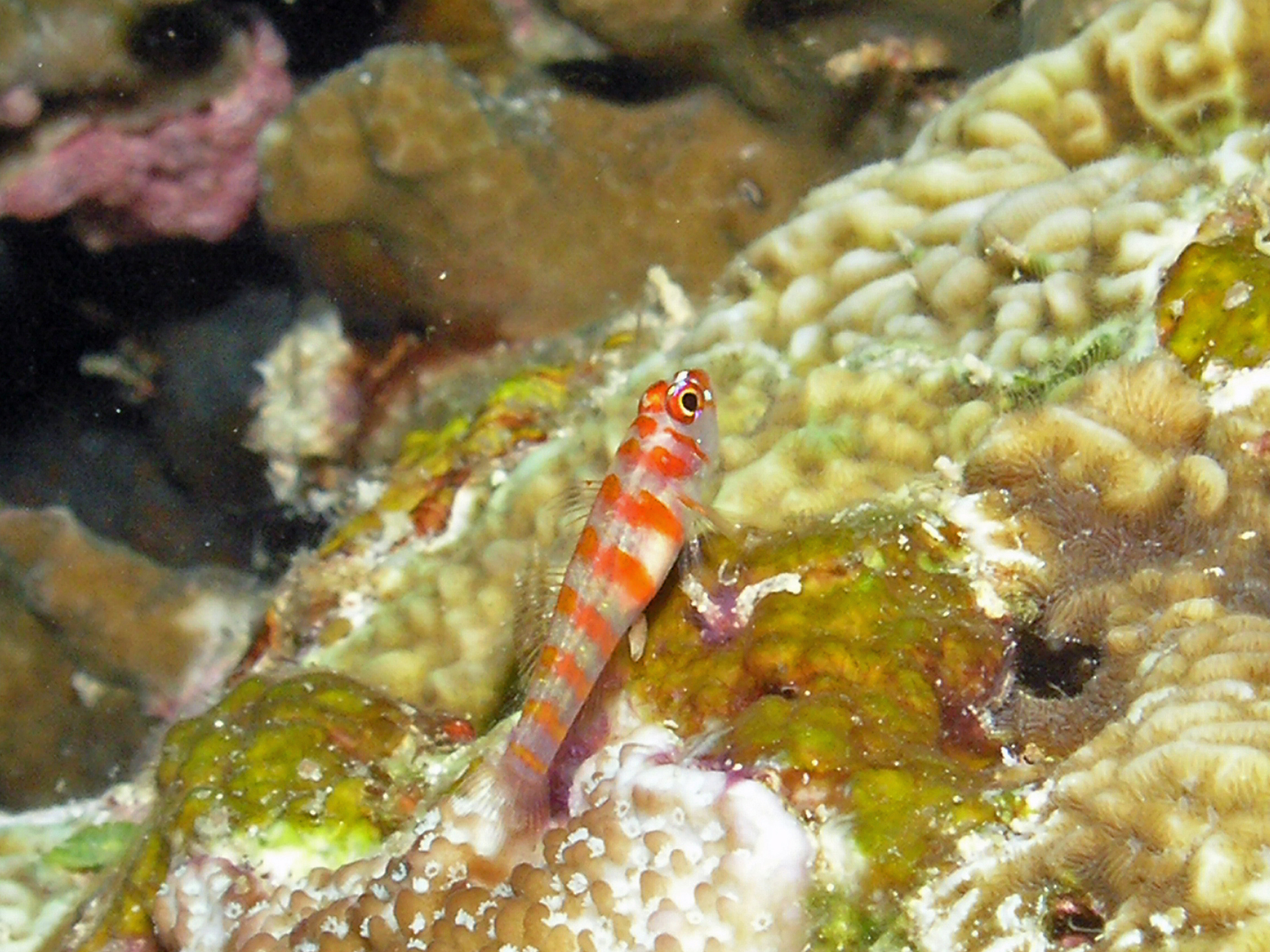
Trimma cana

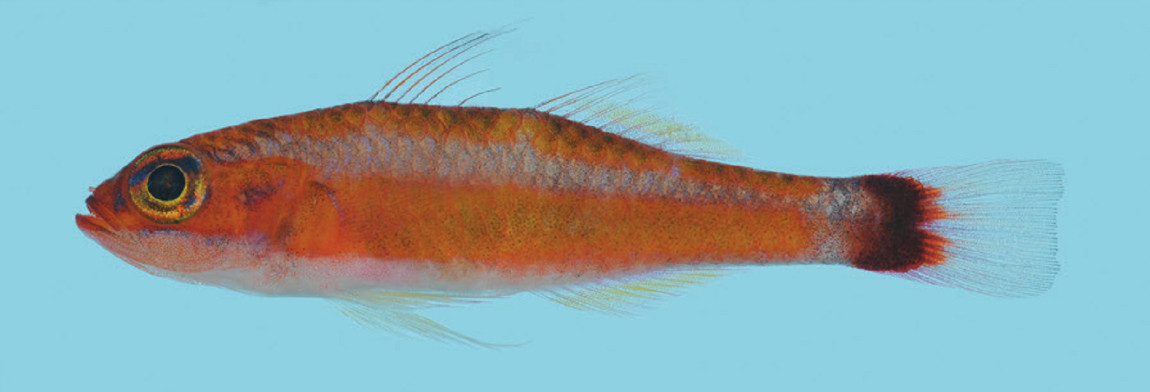
Trimma caudomaculatum (Weibchen)

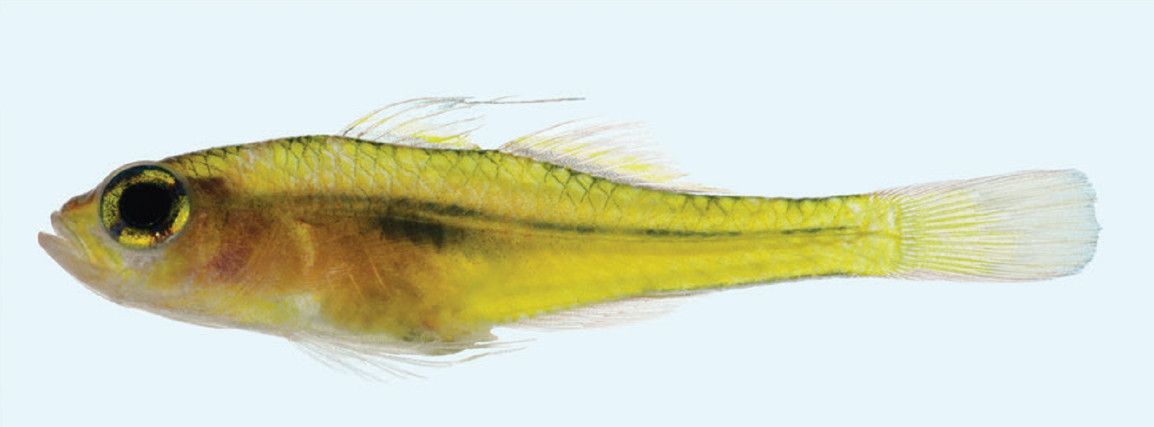
Trimma gigantum (Weibchen)

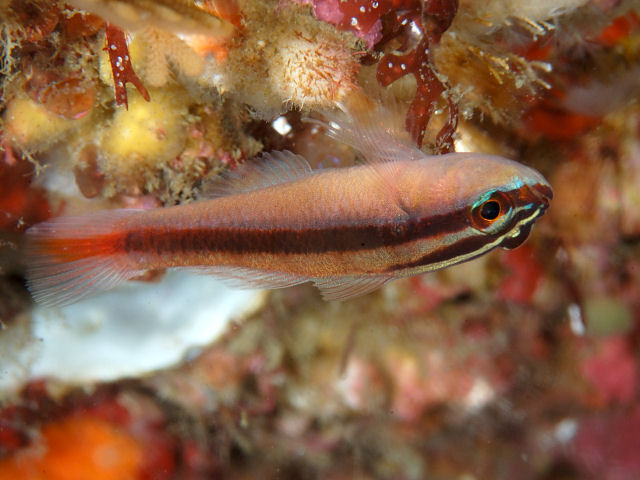
Trimma grammistes (Weibchen)

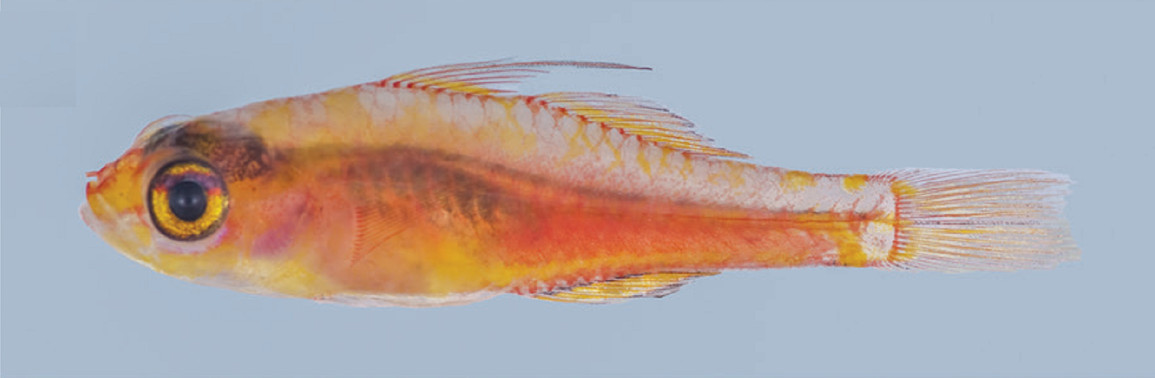
Trimma habrum (Männchen)

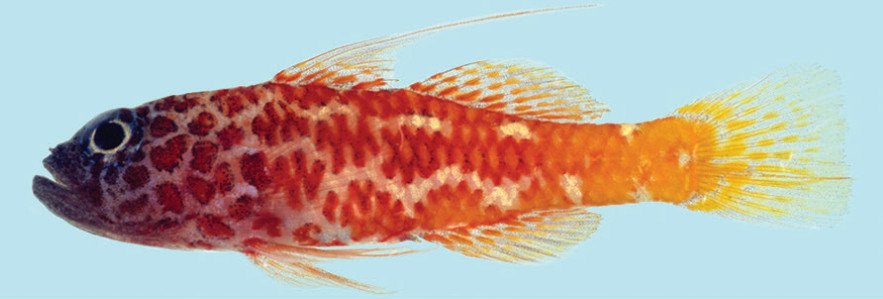
Trimma lantana (Männchen)

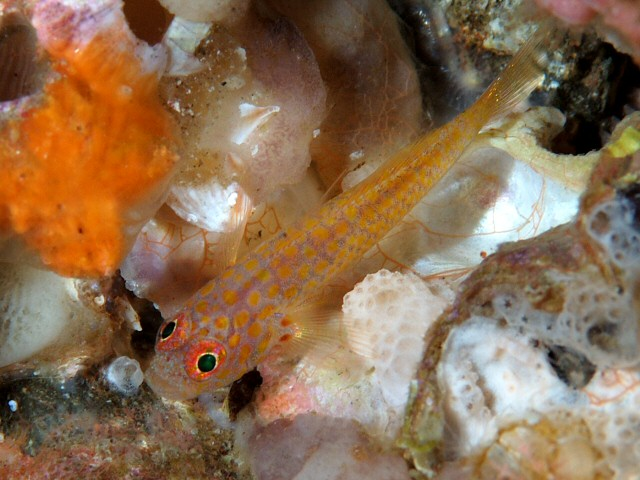
Trimma macrophthalmum

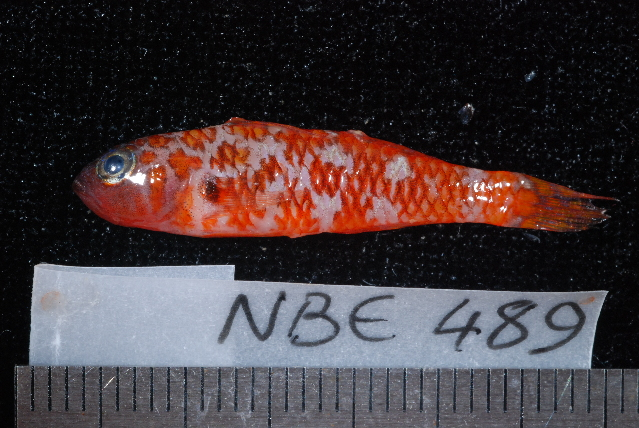
Trimma mendelssohni

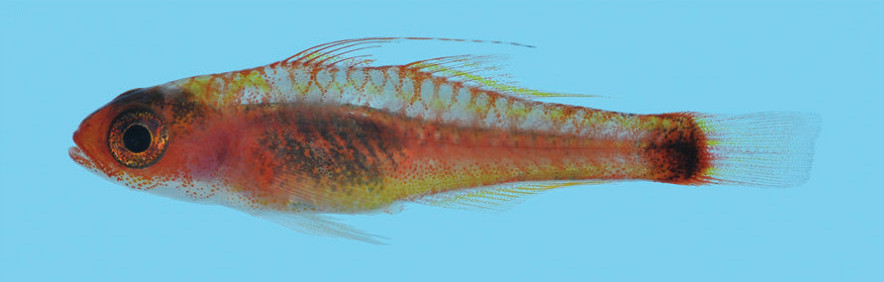
Trimma nasa (Weibchen)

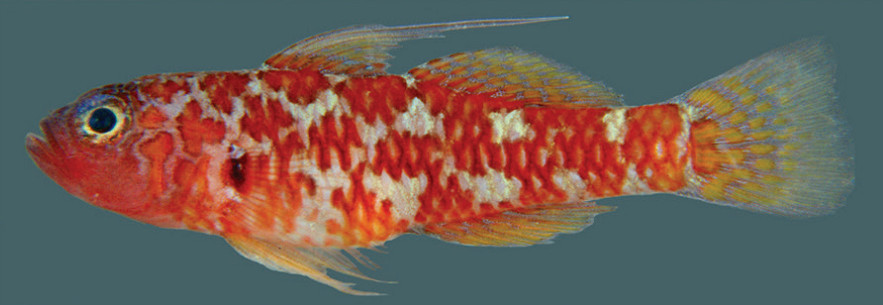
Trimma naudei (Männchen)

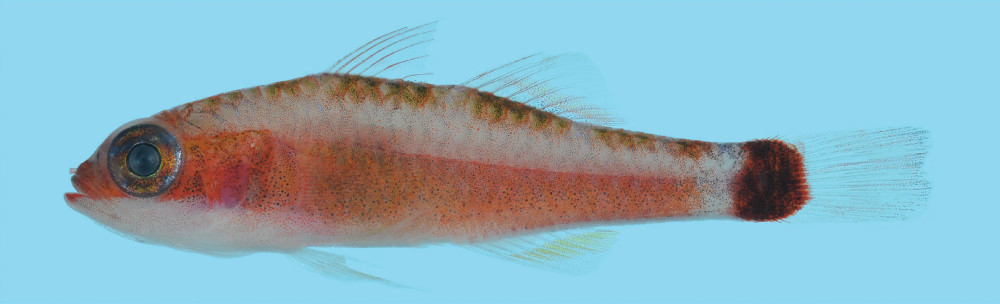
Trimma tevegae (Männchen)

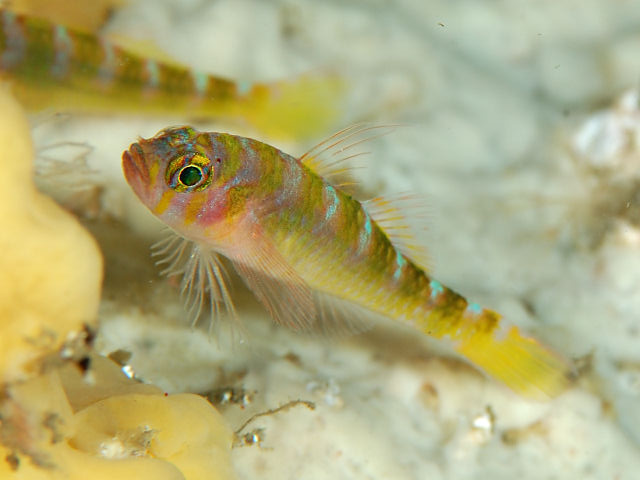
Trimma yanagitai

- Trimma agrena Winterbottom & Chen, 2004
- Trimma anaima Winterbottom, 2000
- Trimma annosum Winterbottom, 2003
- Trimma anthrenum Winterbottom, 2006
- Trimma aturirii Winterbottom et al., 2015
- Trimma avidori Goren, 1978
- Trimma barralli Winterbottom, 1995
- Trimma bathum Winterbottom, 2017
- Trimma benjamini Winterbottom, 1996
- Trimma bisella Winterbottom, 2000
- Trimma blematium Winterbottom & Erdmann, 2018
- Trimma burridgeae Winterbottom, 2016
- Trimma caesiura Jordan & Seale, 1906
- Trimma cana Winterbottom, 2004
- Trimma capostriatum Goren, 1981
- Trimma caudomaculatum Yoshino & Araga, 1975
- Trimma caudipunctatum Suzuki & Senou, 2009
- Trimma cheni Winterbottom, 2011
- Trimma chledophilum Allen, 2015
- Trimma christianeae Allen, 2019
- Trimma corerefum Winterbottom, 2016
- Trimma corallinum Smith, 1959
- Trimma dalerocheila Winterbottom, 1984
- Trimma emeryi Winterbottom, 1985
- Trimma erdmanni Winterbottom, 2011
- Trimma erwani Viviani et al., 2016
- Trimma fasciatum Suzuki, Sakaue & Senou, 2012
- Trimma fangi Winterbottom & Chen, 2004
- Trimma filamentosum Winterbottom, 1995
- Trimma finistrinum Winterbottom, 2017
- Trimma fishelsoni Goren, 1985
- Trimma flammeum Smith, 1959
- Trimma flavatrum Hagiwara & Winterbottom, 2007
- Trimma flavicaudatum Goren, 1982
- Trimma fraena Winterbottom, 1984
- Trimma fucatum Winterbottom & Southcott, 2007
- Trimma gigantum Winterbottom & Zur, 2007
- Trimma grammistes Tomiyama, 1936
- Trimma griffithsi Winterbottom, 1984
- Trimma habrum Winterbottom, 2011
- Trimma haima Winterbottom, 1984
- Trimma haimassum Winterbottom, 2011
- Trimma halonevum Winterbottom, 2000
- Trimma hamartium Winterbottom, 2018
- Trimma hayashii Hagiwara & Winterbottom, 2007
- Trimma helenae Winterbottom, Erdmann & Cahyani, 2014
- Trimma hoesei Winterbottom, 1984
- Trimma hollemani Winterbottom, 2016
- Trimma hotsarihiensis Winterbottom, 2009
- Trimma imaii Suzuki & Senou, 2009
- Trimma insularum Winterbottom & Hoese, 2015
- Trimma irinae Winterbottom, 2014
- Trimma kardium Winterbottom et al., 2015
- Trimma kitrinum Winterbottom & Hoes, 2015
- Trimma kudoi Suzuki & Senou, 2008
- Trimma lantana Winterbottom & Villa, 2003
- Trimma lutea Viviani et al., 2016
- Trimma macrophthalmus Tomiyama, 1936
- Trimma maiandros Hoese, Winterbottom & Reader, 2011
- Trimma marinae Winterbottom, 2005
- Trimma matsunoi Suzuki, Sakaue & Senou, 2012
- Trimma meityae Winterbottom & Erdmann, 2018
- Trimma mendelssohni Goren, 1978
- Trimma meranyx Winterbottom, Erdmann & Cahyani, 2014
- Trimma meristum Winterbottom & Hoese, 2015
- Trimma milta Winterbottom, 2002
- Trimma multiclitellum Allen, 2015
- Trimma nasa Winterbottom, 2005
- Trimma nauagium Allen, 2015
- Trimma naudei Smith, 1957
- Trimma necopinum Whitley, 1959
- Trimma nomurai Suzuki & Senou, 2007
- Trimma okinawae Aoyagi, 1949
- Trimma omanensis Winterbottom, 2000
- Trimma pajama Winterbottom, Erdmann & Cahyani, 2014
- Trimma papayum Winterbottom, 2011
- Trimma pentherum Winterbottom & Hoese, 2015
- Trimma preclarum Winterbottom, 2006
- Trimma putrai Winterbottom et al., 2019
- Trimma quadrimaculatum Hoese et al., 2015
- Trimma randalli Winterbottom & Zur, 2007
- Trimma readerae Winterbottom & Hoese, 2015
- Trimma rubromaculatum Allen & Munday, 1995
- Trimma sanguinellus Winterbottom & Southcott, 2007
- Trimma sheppardi Winterbottom, 1984
- Trimma sostra Winterbottom, 2004
- Trimma squamicana Winterbottom, 2004
- Trimma stobbsi Winterbottom, 2001
- Trimma striatum Herre, 1945
- Trimma tauroculum Winterbottom & Zur, 2007
- Trimma taylori Lobel, 1979
- Trimma tevegae Cohen & Davis, 1969
- Trimma trioculatum Winterbottom et al., 2015
- Trimma unisquame Gosline, 1959
- Trimma volcana Winterbottom, 2003
- Trimma wangunui Winterbottom & Erdmann, 2019
- Trimma winchi Winterbottom, 1984
- Trimma winterbottomi Randall & Downing, 1994
- Trimma woutsi Winterbottom, 2002
- Trimma xanthum Winterbottom & Hoese, 2015
- Trimma xanthochrum Winterbottom, 2011
- Trimma yanagitai Suzuki & Senou, 2007
- Trimma yanoi Suzuki & Senou, 2008
- Trimma yoshinoi Suzuki, Yano & Senou, 2015
- Trimma zurae Winterbottom, Erdmann & Cahyani, 2014